# Blackheath (Londra)
Blackheath  è un quartiere di "south London", che si estende fra i quartieri di Greenwich e di Lewisham. Confina con i quartieri di Greenwich, Lee, Kidbrooke e Deptford.

## Altro
- Centena di Blackheath